# Seleção artificial
Seleção artificial, também chamada de reprodução seletiva, é o processo de cruzamentos conduzido pelo ser humano com o objetivo de selecionar características desejáveis em animais e plantas. Estas características podem ser, por exemplo, um aumento da produção de carne, leite, lã, seda ou frutas. Para esse fim foram, e são, produzidas diversas raças domésticas, como cães, gatos, pombos, bovinos, peixes e plantas ornamentais. É uma seleção em que a luta pela vida, ou seleção natural foi substituída pela escolha humana dos indivíduos que melhor atendem aos seus objetivos. Distingue-se da seleção natural pela intencionalidade presente na intervenção influente.
Um exemplo desse tipo de seleção é a raça Pitbull, que tem como característica a força mandibular e extrema agressividade. Esses animais covardemente são colocados para se enfrentar em rinhas. Os perdedores muitas vezes saem mortos. Os campeões são valorizados e tem cruzamentos ou até mesmo seu esperma vendido por altos valores. Machos e fêmeas com grande força física, habilidades e, principalmente agressividades são cruzados e seus filhotes são comercializados por todo mundo. Os acidentes entre eles e os humanos são cada vez mais comuns, revelando os efeitos colaterais da seleção artificial.

## Processos

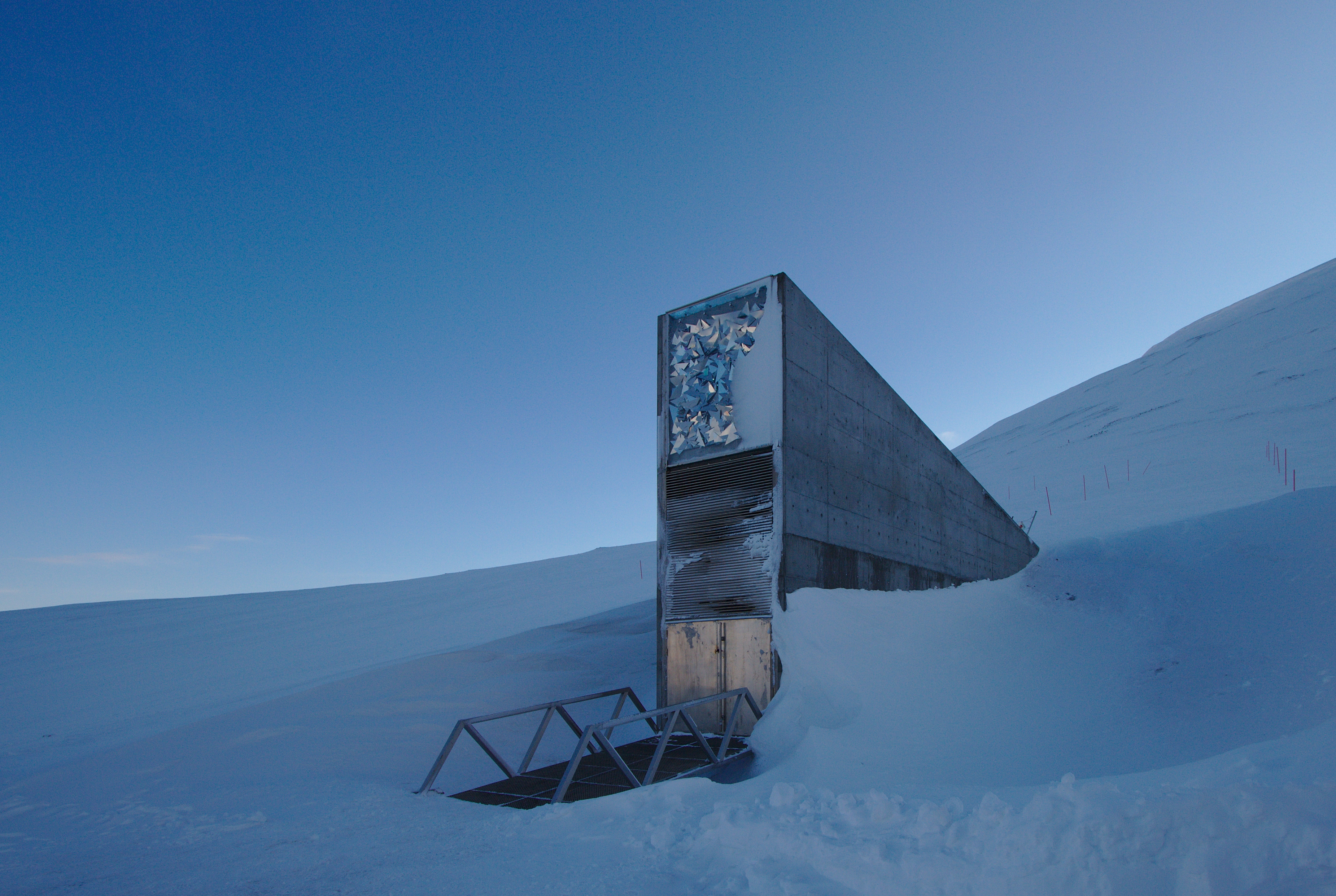
Silo Global de Sementes de Svalbard, banco de sementes criado em 2008, na Noruega, com apoio da Organização das Nações Unidas para Alimentação e Agricultura (FAO), para preservar sementes usadas na agricultura de todo o mundo

Os processos de seleção artificial são o endocruzamento, heterose e formação de híbridos. Através do endocruzamento o homem promove uma seleção direcional escolhendo os indivíduos portadores das características que pretende selecionar e promove o cruzamento entre os indivíduos selecionados; nas gerações seguintes faz o mesmo tipo de seleção. Desta forma, os genes responsáveis pelas características escolhidas têm aumentado sua frequência e tendem a entrar em homozigose. A população selecionada tem a variabilidade genética diminuída através da semelhança cada vez maior entre os indivíduos que a compõem. É desta maneira que são produzidas linhagens puro-sangue de cavalos, cães etc. Ao mesmo tempo, o criador evita a reprodução entre de indivíduos que não possuam as qualidades desejadas. Desse modo, a seleção feita por criadores apresenta aspetos positivos e negativos.[carece de fontes?]

## A seleção e seus problemas
O melhoramento de plantas através da seleção artificial, por exemplo, tenta explorar a variabilidade genética existente dentro de cada espécie, mas tem apresentado varias limitações por causa do rápido aparecimento de patógenos e seus mutantes. Para  esses  recursos genéticos adicionais têm sido requeridos mais  para preencher as necessidades de geração de variabilidade, imprescindível no combate a doenças que estão ressurgindo. A exploração de espécies afins de plantas cultivadas é uma das maneiras de introduzir genes adicionais em variedades cultivadas, pois o processo de domesticação e a seleção artificial impostos pelo homem têm contribuído para a perda da biodiversidade, fenômeno denominado erosão genética.
Como exemplo, destaca-se o trigo de panificação, no qual, seja considerado uma espécie de ampla base genética, contendo três genomas distintos, a pressão de seleção exercida pelos melhoristas tem contribuído para crescente redução na variabilidade genética. Além disso, genes localizados em genomas distintos têm o poder de neutralizar a expressão e a manifestação de outros genes, dificultando o ganho genético através de seleção. A erosão genética está ocorrendo em virtude de substituições das variedades crioulas por cultivares mais produtivas e de maior grau de uniformidade genética e, também em razão do uso recorrente de poucos genes, como aqueles que conferem resistência a doenças, genes de nanismo e de insensibilidade ao fotoperíodo.

## Importância da variabilidade genética

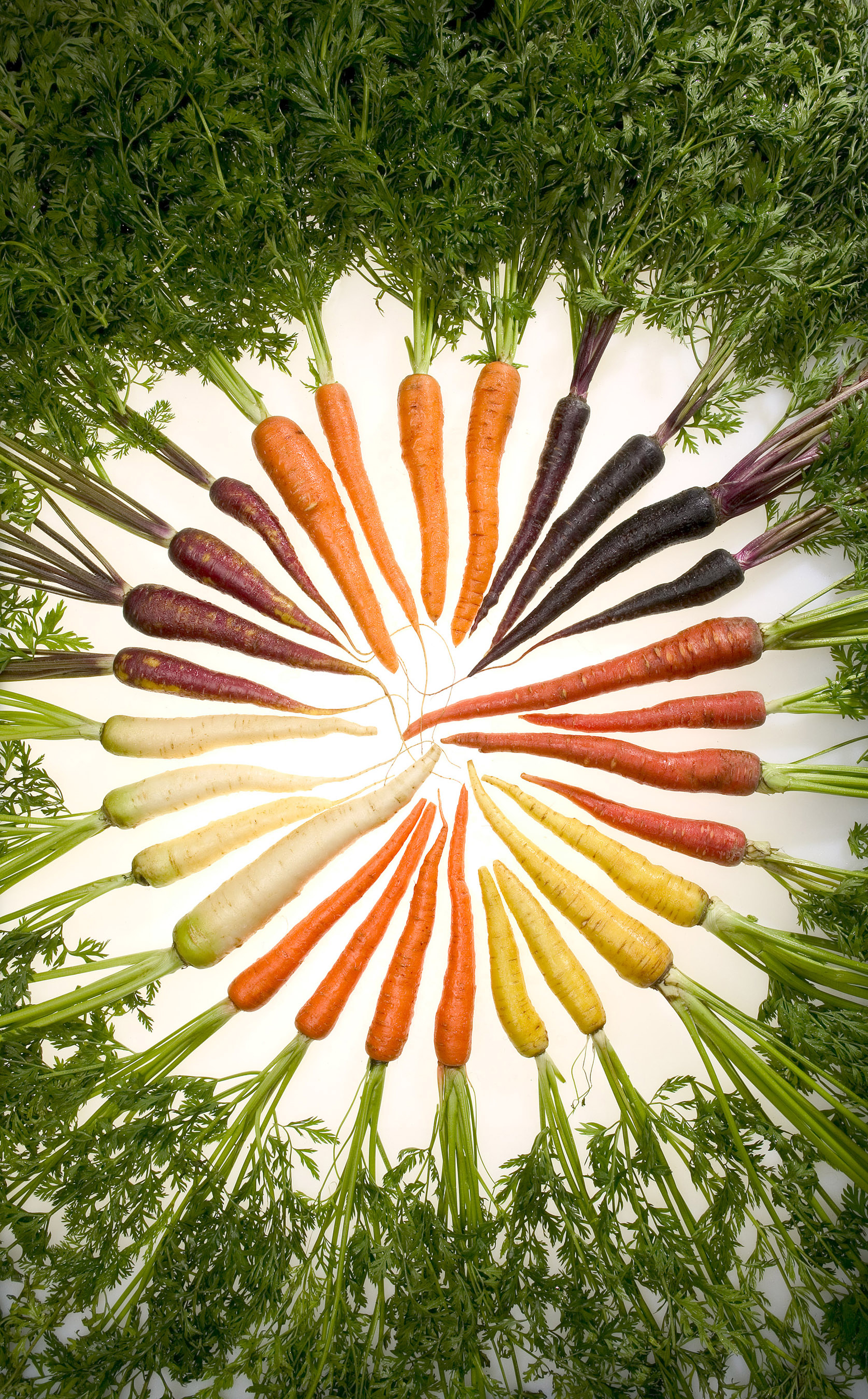
Cenouras selecionadas artificialmente.

A seleção de genitores e a caracterização da variabilidade genética existente são decisivas para o incremento de eficiência em programas de melhoramento, pois uma das principais necessidades do melhorista é a identificação de plantas que possuam genes superiores em uma progênie segregante. O processo genético mediante da seleção em populações segregantes é diretamente proporcional à variabilidade genética disponível e à frequência de genótipos superiores existentes nas populações. O estreito relacionamento genético entre variedades cultivadas, como trigo, aveia e cevada, assim como a dificuldade de se efetuar grande número de cruzamentos, especialmente em espécies autógamas, sugere a necessidade de cruzar genótipos que apresentam divergência genética. Desse modo, a classificação de genitores em grupos heteróticos e a realização de cruzamento entre tipos geneticamente distintos podem contribuir para a ampliação da variância genética em populações segregantes.
Portanto, no processo evolutivo das espécies utilizadas pelo homem para a produção agrícola ou obtenção de características desejadas de cavalos, cães e pombos, a variabilidade genética é fundamental para a obtenção de êxitos na seleção e no ajuste genético de genótipos às condições de ambiente. Sem variabilidade genética e sua interação com o ambiente é impossível a obtenção de genótipos superiores através de melhoramento genético. Assim, animais domesticados podem ser mais vantajosamente selecionados por cruzamentos misturados, interespecíficos, para maior versatilidade e vigor. É o que acontece também com sementes híbridas, de interesse agronômico exatamente por terem aquelas qualidades.

## A seleção artificial na pecuária
Seleção é escolher o melhor e o que mais interessa. Na pecuária busca-se sempre melhorar a qualidade dos animais, seja para obter uma vaca com alta lactação ou um bezerro que esteja em ponto de abate o mais rápido. Por exemplo, em um rebanho leiteiro há um touro holandês e um nelore. Se esta população for fecundada pelo touro nelore, seu rendimento será forçosamente inferior ao que proporcionariam as filhas do touro holandês, futuramente, em leite. Por essa razão, o homem afastaria o nelore. Em um rebanho de corte, aconteceria o inverso: os filhos do nelore dariam, em carne, maior rendimento do que os filhos do holandês e este seria, portanto, afastado.
Hoje em dia existem diversas as formas de se selecionar geneticamente um rebanho. Várias biotecnias como a inseminação artificial, criopreservação de gametas e embriões; superovulação e transferência de embriões; sexagem espermática e embrionária, Recuperação de oócitos e a fertilização in vitro são biotecnologias que atuam nesse trabalho.
Inseminação artificial é a técnica em que o sêmen do touro é introduzido, pelo homem, no útero da vaca ou novilha em cio sem o contato direto com o touro. Ou seja, uma dose de sêmen descongelada é depositada no aparelho reprodutivo da fêmea para que ocorra a fecundação do óvulo. Para isso, são utilizados instrumentos e procedimentos apropriados.
A transferência de embriões (TE) é uma biotecnologia que otimiza a obtenção de descendentes de animais de elevado mérito genético. Isso porque após eleger uma fêmea bovina superior, a qual é chamada de doadora, ela é submetida a tratamento hormonal específico para produzir vários oócitos (óvulos), ao invés de apenas um, como seria no processo natural. Depois dessa superovulação, a vaca é inseminada e após 6 a 7 dias é feita a lavagem uterina para tentar recuperar os embriões. Estes, por sua vez, são classificados e selecionados para poderem ser congelados (banco de embriões) ou transferidos para mães de aluguel (receptoras) com idade uterina sincronizada com os embriões. Dessa forma, uma vaca que geraria no máximo um bezerro por ano, no caso da monta natural ou inseminação artificial, tem a possibilidade de produzir anualmente, em média de 10 a 20 bezerros, sem que para isso tenha que passar por gestação e parto.
A fertilização in vitro, é a união do espermatozoide com o óvulo no laboratório, formando o embrião, que posteriormente será transferido para cavidade uterina. A FIV é a base de todas as técnicas de reprodução assistida. Apesar de ser altamente eficaz, muitos animais necessitam de procedimentos adicionais para aumentar as chances de sucesso do tratamento. A fertilização in vitro é uma biotecnologia onde todos os processos fisiológicos: maturação folicular, fertilização e desenvolvimento embrionário são obtidos em laboratório, fora do útero animal, ao contrário da clássica transferência de embriões (TE).
Assim, cada propriedade determina a técnica mais eficiente e funcional a ser aplicada em seu rebanho, voltando sempre a maior produção no rebanho.